# Téléthèse
El Téléthèse és un mitjà tecnològic que permet a les persones amb deficiència motriu intereccionar a distància amb el seu medi. El dispositiu està format per un comandament, una unitat central, un sistema de transmissió i una part operativa.